# Mansa Kassa
Mansa Camba, noto anche come Mansa Kassa (fl. XIV secolo), è stato il dodicesimo imperatore del Mali.

## Biografia
Mansa Camba ha brevemente governato come imperatore del Mali nel 1360. Nipote del potente Mansa Kankan Musa I e figlio di Mansa Suleyman, Kassa salì al trono dopo la morte di suo padre.
Venne deposto lo stesso anno da uno dei figli di Maghan I, Konkodougou Kamissa, incoronato col nome di Mari Djata II.